# Jonathan Kodjia
Jonathan Kodjia (Saint-Denis, 22 de outubro de 1989) é um futebolista profissional marfinense que atua como atacante. Atualmente joga no FC Versailles 78.

## Carreira
Jonathan Kodjia representou o elenco da Seleção Marfinense de Futebol no Campeonato Africano das Nações de 2017.